# Jigoku Shōjo
Jigoku Shōjo (地獄少女 (Địa Ngục Thiếu Nữ) n.đ. 'Thiếu Nữ Địa Ngục') còn được biết đến với tựa Sứ giả địa phủ (trong phiên bản manga tiếng Việt) là một anime dài tập được sản xuất bởi Studio Deen và Aniplex. Đề cập đến sự tồn tại của các thế lực siêu nhiên, có thể cho phép một người có thể đẩy một người khác xuống địa ngục thông qua dịch vụ của một cô gái có vài trò bí ẩn cùng với các phụ tá của mình, những người đang cung cấp dịch vụ đó. Sự trả thù, bất công, oan ức, và cả những hành động vô nhân tính là điều thường gặp trong bộ phim.
Được chiếu trên các đài truyền hình Nhật Bản rất nhiều, trong đó có Animax, Tokyo MX, MBS và những kênh truyền hình khác từ giữa 4 tháng 10 năm 2005 và 4 tháng 4 năm 2006. Tiếp theo thành công của phần đầu tiên, bộ truyện được tiếp nối ngay bởi phần thứ hai, Jigoku Shōjo Futakomori (地獄少女 二籠), được chiếu ngày 7 tháng 10 2006 trên toàn Nhật Bản trên kênh Animax. Series phim kịch truyền hình cũng được trình chiếu trên kênh truyền hình Nippon ngày 4 tháng 11 năm 2006. Phần tiếp theo của anime series, lần đầu được công bố trên các phiên bản di động của trang web chính thức của series Jigoku Tsūshin. Tên chính thức của phần thứ ba đã được công bố là: Jigoku Shōjo Mitsuganae (地獄少女 三鼎). và bắt đầu được chiếu trên Japanese TV từ ngày 4 tháng 10 năm 2008. Trái với tựa đề có vẻ rùng rợn, anime không hẳn thuộc thể loại kinh dị, mà giống như một phim trinh thám và tâm lý xã hội.

## Cốt truyện
Hầu hết các tập phim là tự truyện ngắn thuật lại các đau khổ của một cá nhân khác nhau gây ra bởi một hay nhiều người khác. Nói chung, trong mỗi tập phim đều kể tường tận về mối hận thù của nhân vật chính của mỗi tập đó; thông qua sự leo thang của nỗi đau khổ của họ cho đến khi nó trở thành không thể giải quyết nổi và họ buộc phải tìm tới trang web Hell Correspondence (Trang web địa ngục). Thường thì những nhân vật ấy đều cho kẻ thù một cơ hội, tuy nhiên truyện thường kết thúc bằng việc nhân vật chính trong mỗi tập đó rút sợi dây đỏ trên búp bê rơm và gửi kẻ thù xuống địa ngục. Một khi nhân vật chính của mỗi tập rút dây, những người bị lôi xuống địa ngục thường bị Ai trừng phạt bằng chính những tội lỗi mà người đó phạm phải.
Phần đầu của bộ phim hầu như đi theo câu chuyện của nhà báo có tên là Shibata Hajime, trước là một kẻ theo dõi việc riêng tư của người nổi tiếng để họ phải hối lộ anh bằng tiền nếu không họ sẽ gặp scandal, và con gái Tsugumi, người dường như có một mối liên kết kỳ lạ với Ai trong khi họ đang điều tra sự thật đằng sau Hell Girl (Thiếu nữ địa ngục). Trong phần hai, một cô bé mang tên Kikuri, người có thể tự do đi lại giữa hai thế giới con người và thế giới hoàng hôn của Ai, được giới thiệu. Gần ngay sau đó, Takuma Kurebayashi, một cậu bé bị người dân nơi mình ở đổ tội vì liên quan đến sự mất tích của nhiều người mặc dù thủ phạm thật sự của những mất tích đó chính là người dân nơi cậu ở. Trong phần ba, một thời gian sau cái chết của Ai, Kikuri trở lại với những trợ lý của Ai cùng với một yōkai tên Yamawaro, người đã chấp nhận lời mời cũ của Ai để trở thành trợ lý thứ tư của cô. Câu chuyện tiếp tục với bí ẩn về sự trở về từ cõi chết của Ai và cư trú bên trong cơ thể của một nữ sinh tên Yuzuki Mikage.

### Hell Correspondence (Trang Web Địa Ngục)
Cách mà các khách hàng của Ai liên lạc với cô đã thay đổi qua nhiều thế kỉ. Ban đầu, người nào muốn được "Jigoku Shoujo" trả thù giúp thì viết điều ước vào một Ema và treo ở đền, 'Ai' sẽ đến lấy. Sau đổi thành việc khách hàng của Ai gửi thư đến địa chỉ xuất hiện trong ba cột của trang báo, cái chỉ hiện lên đối với khách hàng của Ai. Một khi internet trở nên phổ biến, người dân có thể truy cập vào trang web Hell Correspondence, còn được gọi là "đường dây nóng đến địa ngục". Sau đó, việc liên lạc đã được thực hiện trên điện thoại di động và máy tính.
Mỗi phương thức liên lạc chỉ có thể thực hiện lúc nửa đêm (00:00 giờ sáng) bởi người ngầm nuôi mong muốn trả thù. Nếu tên của một đối tượng nào đó được gửi đi và được chấp thuận thì Ai sẽ đem người thực hiện giao ước đến thế giới hoàng hôn của cô và đưa cho họ một con búp bê rơm (một trong những trợ lý của cô) có sợi dây màu đỏ quấn quanh cổ và nói cho khách hàng các điều khoản của giao ước. Một khi giao ước được thực hiện, một dấu hiệu hình ngọn lửa đen xuất hiện trên ngực của khách hàng và luôn nhắc nhở họ rằng họ đã gửi một người xuống địa ngục; điều này đồng nghĩa với việc khi chết đi, họ cũng sẽ xuống địa ngục. Và dấu hiệu đó cũng sẽ đảm bảo rằng họ không thể gửi một người khác xuống địa ngục được nữa.

## Truyền Thông

### Anime

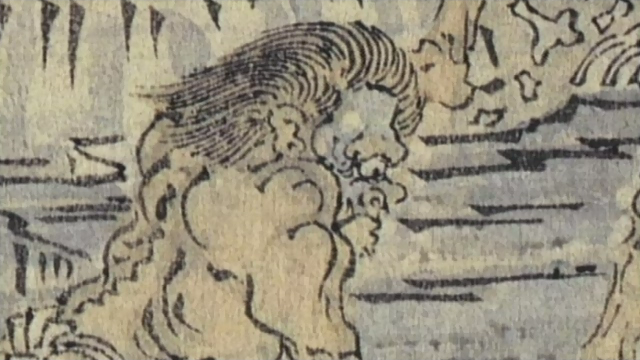
Một phần của bức vẽ bởi Kawanabe Kyōsai, một cảnh trong opening 1 của Hell Girl

Phiên bản anime được sản xuất bởi Aniplex và Studio Deen. Đạo diễn bởi Takahiro Omori và được viết kịch bản bởi Hiroshi Watanabe. Phần đầu tiên kéo dài 26 tập và chiếu trên toàn Nhật Bản trên kênh Animax giữa 04 tháng mười 2005, và ngày 4 tháng 4 năm 2006. Phần thứ hai của series, chiếu từ ngày 7 tháng 10 năm 2006 trên toàn Nhật Bản trên kênh Animax. Animax cũng có dịch và lồng tiếng cho cả hai phần đầu tiên và thứ hai của loạt anime series sang tiếng Anh để phát sóng trên toàn mạng lưới ngôn ngữ tiếng Anh của mình tại khu vực Đông Nam Á và Nam Á, và cũng được phát sóng trên các loạt các mạng khác của nó trên toàn thế giới trong nhiều ngôn ngữ khác, bao gồm Hồng Kông, Đài Loan, Hàn Quốc, Việt Nam, châu Âu và các vùng khác. Phần đầu tiên của bộ truyện cũng đã được cấp phép để phân phối ở Bắc Mỹ bởi FUNimation. Ở Mỹ, kênh cáp / vệ tinh kênh IFC công bố vào tháng 9 năm 2007 là hãng đã mua Hell Girl từ Funimation, mà sau đó chiếu vào ngày 09 tháng 7 năm 2008. Section23 Films thông báo rằng Sentai Filmworks đã đăng ký phần thứ hai của series, cùng với bộ DVD đầu tiên lưu chuyển vào 25 tháng 5 năm 2010. Ngày 24 tháng 6 năm 2010, Section23 Films thông báo Sentai cũng đã có bản quyển của phần ba bộ phim dưới tên Three Vessels. Bộ đầu tiên sẽ được phát hành vào ngày 28 tháng 9 năm 2010, bộ thứ hai sẽ được phát hành vào ngày 30 tháng 11 năm 2010.

### CDs
Hai original soundtrack albums đã được phát hành cho Jigoku Shōjo. Album đầu tiên bao gồm 24 tracks được phát hành vào 25 tháng 1, 2006 bởi Sony Music Entertainment dưới số catalog SVWC-7331. Album thứ hai bao gồm 26 tracks và được phát hành vào 19 tháng 4, 2006 bởi Sony Music Entertainment dưới số catalog SVWC-7348.
Hai original soundtrack albums khác cũng đã được phát hành cho Jigoku Shōjo Futakomori. Album đầu tiên bao gồm 23 tracks được phát hành vào 24 tháng 1, 2007 bởi Sony Music Entertainment dưới số catalog SVWC-7440. Album thứ hai bao gồm 23 tracks và được phát hành vào 21 tháng 3, 2007 bởi Sony Music Entertainment dưới số catalog SVWC-7454.
Ngoài ra, hai original soundtrack albums khác cũng đã được phát hành cho Jigoku Shōjo: Mitsuganae. Album đầu tiên bao gồm 28 tracks được phát hành vào 17 tháng 12, 2008 bởi Sony Music Entertainment dưới số catalog SVWC-7597. Album thứ hai bao gồm 27 tracks và được phát hành vào 4 tháng 3, 2009 bởi Sony Music Entertainment dưới số catalog SVWC-7612.

### Manga
Phiên bản anime của Jigoku Shōjo đã được chuyển thể thành manga, được vẽ bởi Miyuki Etō (永遠 幸 Etō Miyuki). Truyện cũng đã được đăng nhiều kì trên tạp chí manga thể loại Shōjo Nakayoshi của Kodansha từ tháng 10 năm 2005. Trong khi hầu hết truyện đều được đăng như phiên bản anime, hai chương 4 và 10 lại được chỉnh sửa lại từ hai tập anime tương ứng trong phần 1, và chương 2 lại được chỉnh sửa từ tập 9 của anime series. Chương 17 thì được chỉnh sửa từ tập 8 của phần 2.
Tuỳ theo từng hoàn cảnh mà phương thức hoạt động của Ai cũng phần nào khác với phiên bản anime. Ai đóng vai là học sinh cùng trường với một số khách hàng của mình. Và những con hình nhân bằng rơm với sợi dây trên cổ cũng xuất hiện trong một vài tập đầu, chúng cũng không xuất hiện ở mọi nơi như trong anime series. Khách hàng của Ai chỉ cần nhận lời giao ước, nạn nhân sẽ bị Ai trừng phạt và sau đó phụ tá của Ai mới bắt đầu. Trong vài trường hợp, sự trừng phạt bắt đầu sau khi Ai lắc chiếc vòng tay đối diện nạn nhân (không phải trước mắt nạn nhân như trong anime). Số cảnh mà Ai dùng thuyền để đưa nạn nhân xuống địa ngục cũng được giảm bớt. Đáng kể nhất là việc Sentaro Shibata được vẽ lại, còn Tsugumi và Hajime thì không. Cả Kikuri cũng đã được thay đổi kể từ tập 4 trở đi.
Manga này thường được đăng ký bản quyền bởi Del Rey Manga, và tập đầu có tên Hell Girl đã được phát hành vào tháng 1,2008. Tập thứ hai được phát hành vào tháng 8 năm 2008.

### Live Action
Hell Girl được chuyển thể thành một bộ phim kịch và được công chiếu trên kênh Nippon Television từ 14 tháng 11, 2006 gồm 12 tập phim nửa tiếng. Series phim này được đạo diễn bởi Makoto Naganuma. Theme song của phim là "Dream Catcher" trình bày bởi Olivia Lufkin.
Hisahiro Ogura, diễn viên đóng vai Wanyūdō trong series phim kịch, cũng đồng thời là người dẫn chuyện mở đầu mỗi tập anime. Eriko Matsushima tiếp tục đóng vai mà bà đã lồng tiếng trong anime series đó là bà của Ai.

#### Diễn viên
- Ai Enma: Sayuri Iwata
- Ren Ichimoku: Kazuki Kato
- Hone Onna: Aya Sugimoto
- Wanyūdō: Hisahiro Ogura
- Ai's Grandmother: Eriko Matsushima
- Hajime Shibata: Kazuhiko Nishimura
- Tsugumi Shibata: Saaya Irie

#### Các tập
| #  | Tựa đề                                  | Ngày phát sóng ở Nhật     |  |
| -- | --------------------------------------- | ------------------------- |  |
|    |                                         |                           |  |
| 1  | "Hibiwareta Jikan" (ひび割れた時間)     | Ngày 4 tháng 11 năm 2006  |  |
| 2  | "Hako no Naka Shōnen" (箱の中の少年)    | Ngày 11 tháng 11 năm 2006 |  |
| 3  | "Midorigo no Yume" (嬰児の夢)           | Ngày 18 tháng 11 năm 2006 |  |
| 4  | "Ōma no Migiri" (逢魔の砌)              | Ngày 25 tháng 11 năm 2006 |  |
| 5  | "Itsuwari no Bohimei" (偽りの墓碑銘)    | Ngày 2 tháng 12 năm 2006  |  |
| 6  | "Yakusoku no Akai Ito" (約束の赤い糸)   | Ngày 9 tháng 12 năm 2006  |  |
| 7  | "Amai Yūwaku" (甘い誘惑)                | Ngày 16 tháng 12 năm 2006 |  |
| 8  | "Seiya no Kiseki" (聖夜の奇跡)          | Ngày 23 tháng 12 năm 2006 |  |
| 9  | "Nise no Daishō" (偽の代償)             | Ngày 6 tháng 1 năm 2007   |  |
| 10 | "Kanashimim no Kioku" (悲しみの記憶)    | Ngày 13 tháng 1 năm 2007  |  |
| 11 | "Arawashisei no Yami" (現し世の闇 前編) | Ngày 20 tháng 1 năm 2007  |  |
| 12 | "Arawashisei no Yami" (現し世の闇 後編) | Ngày 27 tháng 1 năm 2007  |  |

### Video game
Jigoku Shoujo còn được chuyển thể thành một phiên bản game trên hệ máy Nintendo DS mang tên Jigoku Shōjo Akekazura, được phát triển bởi Compile Heart và phát hành vào 27 tháng 9 năm 2007 tại Nhật. Compile Heart cũng đã làm phiên bản cho hệ máy PS2 mang tên "Jigoku Shōjo Mioyosuga" được phát hành vào 17 tháng 9, 2009.

## Đón nhận
Dominic Nguyen từng viết "40 trang truyện của Jigoku Shoujo không thể có chiều sâu như trong các tập phim 25 phút được, và nếu bạn đọc xong cuốn truyện chỉ trong một lúc sẽ có cảm tưởng rằng mình đã đọc cùng một câu chuyện 5 lần với những nhân vật khác nhau. Nhưng nếu bạn chịu khó bỏ ra chút thời gian để nghiền ngẫm từng câu chuyện, bạn sẽ nhìn thấy được vẻ đẹp "lạnh lùng" (the sinister beauty) của Jigoku Shoujo."